# Buôn bán tình dục ở Brunei

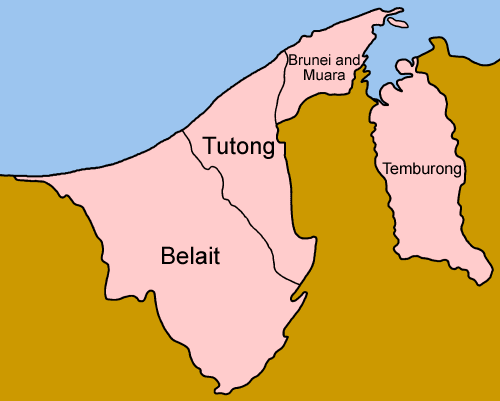
Công dân và nạn nhân nước ngoài bị buôn bán tình dục ra vào các quận của Brunei. Họ bị hãm hiếp và bị tổn hại về thể chất và tâm lý tại các địa điểm trong các đơn vị hành chính này.

Buôn bán tình dục ở Brunei là hoạt động buôn bán người nhằm mục đích bóc lột tình dục và làm nô lệ xảy ra ở nước này.
Công dân Brunei, chủ yếu là phụ nữ và trẻ em gái, đã bị buôn bán tình dục trong nước và sang các nước khác ở Châu Á. Nạn nhân nước ngoài bị buôn bán tình dục vào nước này. Trẻ em, người nghèo và người di cư đặc biệt dễ bị buôn bán tình dục. Nạn nhân bị lừa dối, bị đe dọa, và hoặc bị ép buộc làm gái mại dâm. Họ bị chấn thương tâm lý và thể chất, thường được bảo vệ và nhốt trong điều kiện tồi tàn. Một số mắc các bệnh lây truyền qua đường tình dục do bị hãm hiếp. Người nhà của nạn nhân cũng bị đe dọa để chính quyền không được báo động.
Những kẻ buôn người nam và nữ Brunei đến từ mọi tầng lớp xã hội và kinh tế. Những kẻ buôn người thường là thành viên của hoặc được hỗ trợ bởi các băng nhóm và tổ chức tội phạm. Một số thủ phạm là người nhà của nạn nhân.
Chính phủ Brunei đã bị chỉ trích vì các sáng kiến chống buôn bán tình dục không đầy đủ. Một số quan chức đã đồng lõa với việc buôn bán tình dục.

## Tổ chức chống buôn bán tình dục
YAS Brunei, một sáng kiến của thanh niên Brunei, là sản phẩm của Sáng kiến Lãnh đạo Trẻ Đông Nam Á, chống nạn buôn bán tình dục ở nước này.